# Stara Drvenija
Stara Drvenija je most koji se nalazio u Sarajevu kraj Vijećnice. Bio je izgrađen 1793. od drveta i sastojao se od tri dijela i tri potporna stupa. Most je lagano ponirao prema dolje na ulasku a zatim bi se sišlo na glavni dio koji je bio vodoravan, zatim bi pri izlasku s mosta išao u visinu. 
Stari most je izdržao bijes planinskih voda i nestao u procesima obnove i izgradnje. Izdržao je punih stotinu godina.
Bio je teško oštećen u poplavi 1896. godine i na kraju srušen za vrijeme izgradnje korita rijeke Miljacke. 
Ovaj most je izgrađen kako bi služio za vađenje doplavljenog drveta i građe u Sarajevo a danas se na njegovom mjestu nalazi Most Vijećnica koji je izgrađen 2003. godine.

## Vanjske poveznice
- Arhivirana inačica izvorne stranice od 17. svibnja 2013. (Wayback Machine) pristupljeno 10. travnja 2014.